# Comuna Skîbivka, Ciutove
Skîbivka (în ucraineană Скибівка) este o comună în raionul Ciutove, regiunea Poltava, Ucraina, formată din satele Reabkivka, Skîbivka (reședința), Trudoliubivka și Voievodske.

## Demografie
Componența lingvistică a comunei Skîbivka
     Ucraineană (93,88%)
     Română (3,78%)
     Rusă (2,21%)
     Alte limbi (0,13%)
Conform recensământului din 2001, majoritatea populației comunei Skîbivka era vorbitoare de ucraineană (93,88%), existând în minoritate și vorbitori de română (3,78%) și rusă (2,21%).